# La Victoria (Córdoba)
La Victoria település Spanyolországban, Córdoba tartományban. La Victoria San Sebastián de los Ballesteros, La Carlota, Córdoba és La Rambla községekkel határos. Lakosainak száma 2335 fő (2024).

## Népesség
A település népessége az elmúlt években az alábbi módon változott:
| Lakosok száma | 1762 | 1802 | 1882 | 2197 | 2336 | 2385 | 2353 | 2271 | 2336 | 2335 |
|               | 2001 | 2004 | 2006 | 2009 | 2011 | 2014 | 2016 | 2019 | 2021 | 2024 |